# Concattedrale di Santa Madre Teresa
La concattedrale di Santa Madre Teresa (in albanese: Katedralja e Nënë Terezës në Prishtinë) è la concattedrale cattolica della diocesi di Prizren-Pristina, in Kosovo. 
La sua realizzazione si è resa possibile grazie alle donazioni dei fedeli albanesi e dei devoti di tutto il mondo alla Santa Madre Teresa (fonte: Don Shan Zefi, cui si deve l'idea della Cattedrale).

## Storia

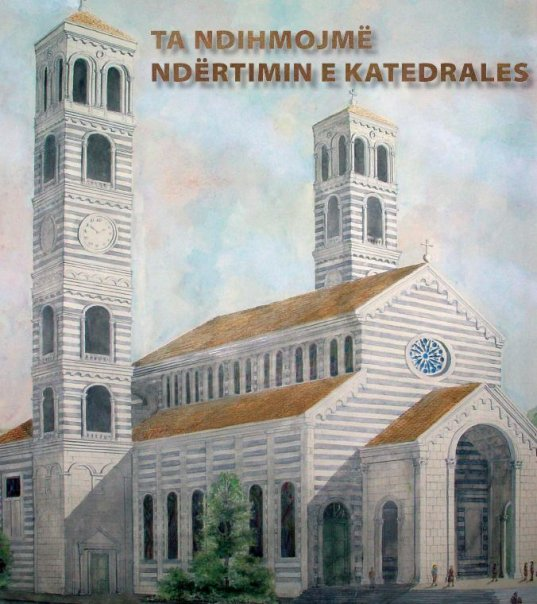
Manifesto della ricerca fondi per la costruzione della nuova Cattedrale.

Nell'anno 1389, con la prima battaglia di Kosovo Polje combattuta e perduta contro gli Ottomani, iniziò l'islamizzazione dei Balcani e, con essa, la fine del culto cristiano allora presente in Kosovo.
Nel 2002, il Presidente Ibrahim Rugova e il Vescovo M. Shopi col suo Cancelliere Don Shan Zefi, di concerto con il progettista, vollero che la cattedrale di Pristina fosse realizzata nello stile architettonico proprio dell'epoca antecedente quegli eventi: il romanico. Ed è, quindi, il neoromanico lo stile utilizzato, ricalcando quello classico dell'Arte romanica: croce latina con 3 navate, transetto ed abside. La realizzazione, dopo la scomparsa del Vescovo Shopi, si è resa possibile grazie alla dedizione del suo successore, il Vescovo Dode Gjergji.
Nel 2007 il Governo del Kosovo ha approvato i piani per la realizzazione della Cattedrale dedicata a Santa Madre Teresa, destinata a divenire uno degli edifici più alti di Pristina. Essa fu progettata dall'architetto italiano Livio Sterlicchio. Una volta ultimata la costruzione, l'amministrazione apostolica che ha giurisdizione sul Kosovo sposterà la propria sede da Prizren a Pristina.
Inizialmente, iI progetto per la cattedrale è stato fortemente criticato dalla comunità musulmana locale, che percepiva tale iniziativa come il tentativo di compiacere l'Unione europea, a maggioranza cristiana, e facilitare il percorso di adesione del Kosovo.
Più tardi, nel 2010, durante la funzione religiosa tenutasi nella cattedrale ancora in costruzione in occasione delle celebrazioni del centenario della nascita di Madre Teresa, le autorità politiche si dichiararono orgogliose del fatto che Pristina poteva fregiarsi di tale monumento.
Il 5 settembre 2017, nel giorno in cui si celebra la memoria liturgica di Santa Teresa di Calcutta, è stata consacrata la cattedrale e durante la cerimonia era presente il cardinale albanese Ernest Simoni, come inviato speciale del Papa.

## Descrizione

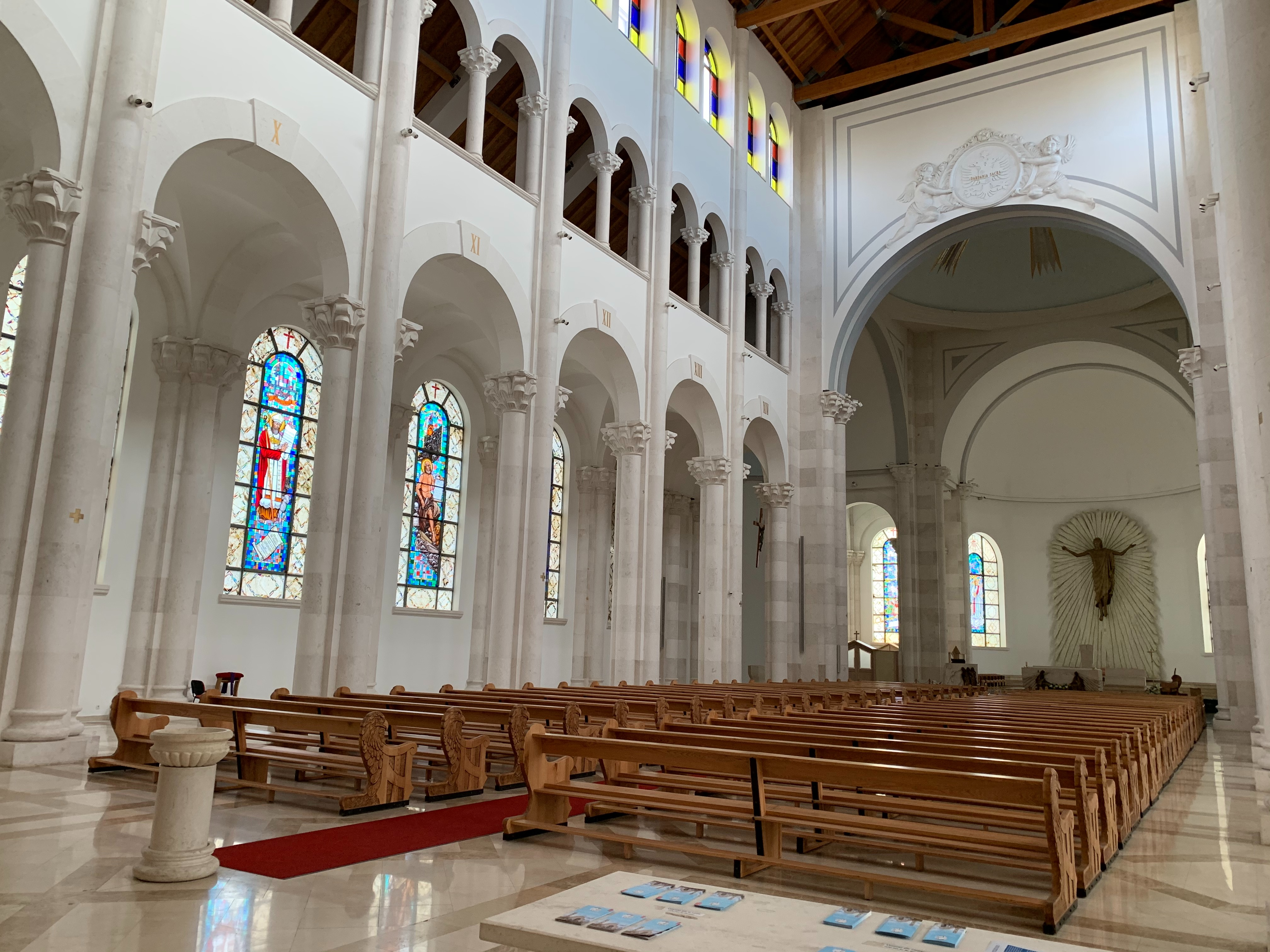
Interno

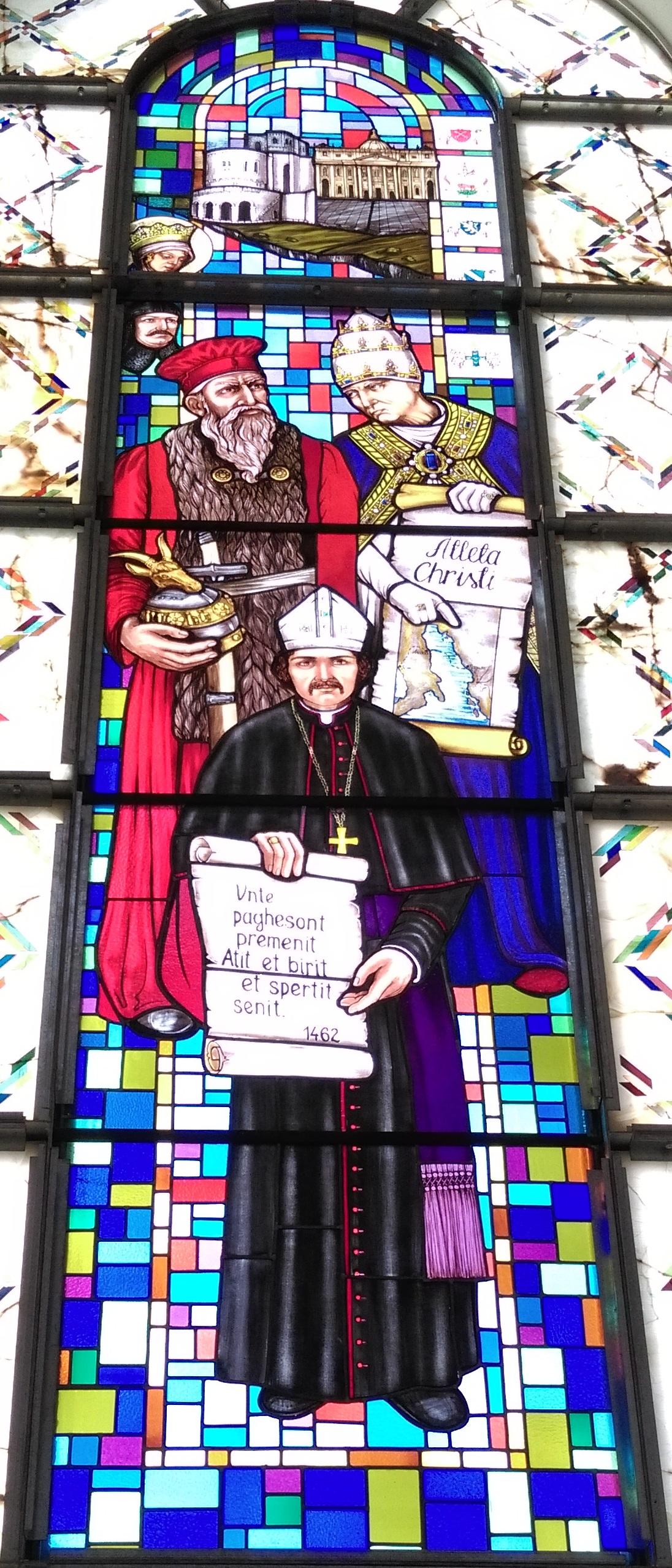
Vetrata della Cattedrale, raffigurante papa Callisto III, Scanderbeg e Pal Engjëlli.

La cattedrale di Pristina è la più grande dei Balcani: lunga 77,40 metri dall'abside al portico, larga 42,30 metri al transetto, alta 32,50 metri al timpano della navata centrale. Sono previsti due campanili alti 63 metri con base quadrata di 7,20 metri per lato.
Il progetto è stato realizzato tenendo presenti i mezzi, le teorie e gli intenti dei maestri costruttori del '300. Così, nelle dimensioni di massima, è stato utilizzato il doppio cubito, 90 cm circa (il cubito misurava 45 cm circa), e in più, operando come quegli artisti, sono state elaborate forme e dimensioni sulla base di armonie numeriche e simbolismi propri dell'epoca.
Lo studio della facciata e della pianta è basato sui numeri 3,5,7, considerati numeri sacri, sulla Decade e sul numero aureo 1,618. La larghezza della facciata misura 30 (3x10) doppi cubiti (=m.27) che, divisa per 5, determina la misura delle navate laterali: 6 dc (3+3); la parte restante è la misura della navata centrale: 18 dc (5x3+3). I campanili sono alti 70 dc (7x10) ed il lato della base quadrata misura 8 doppi cubiti (5+3). Il diametro del cerchio che sovrasta il Portale misura 3,7 dc; l'altezza del Portico, al timpano, misura 21 dc (7x3) ed il diametro del Rosone misura 5,7 dc. Inizialmente, l'altezza della facciata, compresi i 7 gradini previsti in progetto, misurava, al colmo del timpano della navata centrale, 35 (7x5) dc (=m 31,5) ma, in fase di esecuzione, è stata aumentata di 1 metro l'imposta a terra per cui adesso misura m 32,50. In totale, la Cattedrale è lunga 86 (3x3x3x3+5) dc (=m 77,40), e larga 47 (7x5+7+5) dc (=m 42,30). La distanza tra le colonne laterali del Portico, e la loro altezza, disegnano un rettangolo aureo; anche i Portali e le finestrature dei primi tre ordini dei campanili sono rettangoli aurei; l'altezza delle navate laterali è la sezione aurea dell'altezza della navata centrale, all'imposta delle coperture. L'inclinazione delle coperture è di 35°. Le porte dei campanili, coi loro timpani, sono inscritti in un pentagono regolare il cui lato misura 5 doppi cubiti.
Simboli geometrici si riscontrano sia in facciata sia in pianta. Il triangolo rappresenta la Santissima Trinità e triangolare era previsto il sagrato che non è stato realizzato come da progetto; il quadrato è il simbolo del Cosmo, del Creato e quadrato è l'incrocio della navata centrale col transetto, in cui è posizionato l'Altare Maggiore; il cerchio del Rosone simboleggia il Cristo; la cupola emisferica è la sfera celeste.
Le navate laterali, su cui insistono le tribune, sono separate da quella centrale per mezzo di 12 colonne quadrilobate che scandiscono 14 arcate: sono i dodici Apostoli e le quattordici stazioni della Via Crucis. La cupola emisferica, che sovrasta l'Altare Maggiore, è sorretta da 4 piloni compositi: sono i quattro Evangelisti; a ridosso dei primi due piloni ce ne sono altri due: sono i Santi Pietro e Paolo, i due primi Maestri della Fede.
I due campanili, posizionati agli incroci delle navate laterali col transetto, rappresentano l'ancestrale ricordo delle "colonne solari" che venivano posizionate a Nord ed a Sud di una zona ben definita, mentre al centro, veniva sistemato un "betilo", pietra sacra che in questo caso è la Cattedrale stessa.
Particolare è il disegno geometrico del pavimento in marmo bicromo. Esso è una sorta di collegamento tra le colonne e le semicolonne addossate che, intrecciandosi col disegno delle navate laterali, conduce all'Altare Maggiore.
Le grandi vetriate delle navate laterali sono arricchite da decorazioni che raccontano la storia del Kosovo. Anche le finestre del cleristorio sono trattate con vetri policromi. La soffittatura in progetto è in legno cassettonato bicromo azzurro ed oro. Il suo disegno ricorda quello presente nella cupola della chiesa di San Carlo alle Quattro Fontane a Roma.
Il rivestimento esterno è in lastre di Travertino a fasce bicrome montate "a correre". Il materiale proviene dall'Antica Cava del Barco, la stessa da cui fu estratto il Travertino della Basilica di S.Pietro e dell'antistante colonnato ellittico in Roma. La zoccolatura di base è in Coreno ed ogni singola lastra è un rettangolo aureo.
A rimarcare una consuetudine medioevale, le parti terminali dei canali di gronda sono ornate con gargolle raffiguranti o un "faccione" dall'aria preoccupata per l'eventuale presenza del Maligno o un'aquila -figura significativa della cultura albanese- in atteggiamento di sfida nei confronti di quel Maligno. 
I due campanili sono percorsi da ascensori che conducono alla loro sommità: da quello sin qui edificato si può ammirare il magnifico panorama di Pristina. 
La scala interna, che si snoda attorno all'ascensore del campanile, non è stata realizzata come da progetto: pianerottoli e rampe attraversano erroneamente le finestrature intermedie del campanile stesso.
Pur mantenendo, in gran parte, le linee progettuali, in molti casi gli esecutori non si sono attenuti a quanto prescritto sia all'interno, sia all'esterno. La scalea che, dal Presbiterio, conduceva al piano interrato è stata eliminata. Al piano interrato è stata modificata la destinazione d'uso in progetto che prevedeva la Cripta ed il Sepolcreto che avrebbe accolto le Tombe dei Vescovi del Kosovo.